# NGC 5780
NGC 5780 је спирална галаксија у сазвежђу Волар која се налази на NGC листи објеката дубоког неба.
Деклинација објекта је + 28° 56' 24" а ректасцензија 14h 54m 22,6s. Привидна величина (магнитуда) објекта NGC 5780 износи 14,1 а фотографска магнитуда 14,9. NGC 5780 је још познат и под ознакама MCG 5-35-24, CGCG 164-41, PGC 53275.